# スカンクフー
『スカンクフー』（英: Skunk Fu!）は、アイルランドのテレビアニメ。制作はアイルランドのアニメ制作会社Cartoon Saloon, Telegael Teoranta, Cake Entertainment, and Kids' WBで、アイルランドのRTEで放送された。
2007年現在1シーズンが放送され、第1シーズンが2007年9月22日から翌2008年3月29日までに全26話が放送された。　　　　　　